# American Bank Building
El American Bank Building o Northwestern Bank Building es un edificio de 15 pisos Portland, en el estado de Oregón (Estados Unidos). Tiene 207 pies de altura, y fue construido en 1913. Reemplazó al Marquam Building.

## Historia
El edificio fue el más alto de la ciudad durante 14 años hasta que fue superado por el Public Service Building en 1927. Diseñado por A. E. Doyle, está ubicado en 621 SW Morrison Street y anteriormente se conocía como el Northwestern Bank Building. El edificio se agregó al Registro Nacional de Lugares Históricos en 1996. En 2000, Transamerica Asset Management pagó 21,7 millones de dólares a City Center Retail para adquirir el edificio. Luego, Transamerica la vendió a SKB Portland Office Investments LLC en 2002 por 22,3 millones, quien luego vendió la torre en 2008 por 35,2 millones a LaeRoc Partners. En julio de 2014, el edificio fue vendido por 45 millones a Independencia SA, una empresa chilena.